# Совєтське (Калінінградська область)
Совєтське (рос. Советское) — селище Славського району, Калінінградської області Росії. Входить до складу Большаковського сільського поселення.
Населення — 430 осіб (2015 рік).

## Населення
| 2002 | 2010 |
| ---- | ---- |
| 435  | ↘430 |